# Lepidagathis capituliformis
Lepidagathis capituliformis är en akantusväxtart som beskrevs av Raymond Benoist. Lepidagathis capituliformis ingår i släktet Lepidagathis och familjen akantusväxter. Inga underarter finns listade i Catalogue of Life.